# Karl-Heinz Wange
Karl-Heinz Wange (* 1. April 1946 in Paderborn) ist ein deutscher Wirtschaftsingenieur und ehemaliger Bundestagsabgeordneter.

## Leben
Wange absolvierte nach der Beendigung der Mittelschule von 1962 bis 1965 in Paderborn eine Ausbildung zum Maschinenschlosser. Anschließend leistete er von 1966 bis 1967 am Standort Augustdorf seinen Grundwehrdienst ab und begann anschließend in Düren ein Studium zum Maschinenbautechniker, welches er 1968 zunächst abbrach. Er wechselte zur Benteler Werke AG, wo er bis 1970 als Konstrukteur tätig war. Dann nahm er als Werksstudent ein Wirtschaftsingenieursstudium an der HWF Köln auf (Abschluss 1972). Danach war Wange noch bis 1973 bei der Benteler Werke AG als Wirtschaftsingenieur tätig. Im Anschluss daran wechselte er zur P. Fortmeier GmbH & Co KG, bei der er bis 1989 tätig war, ab 1981 dabei als Sicherheitsfachingenieur. Es folgte der Wechsel zur KaWe Elektro GmbH & Co KG in Salzkotten, wo Wange bis 1993 als Bereichsleiter tätig war. Danach wurde Wange bis 2004 als Geschäftsführer und Prokurist der Unternehmensgruppe Technologie in Salzkotten tätig, bis er 2005 Gesellschafter in der Salzkottener Flexo-Print GmbH tätig wurde. Nach mehreren Umbenennungen ist Wange seit 2014 Gesellschafter in der Salzkottener Wendisch und Wange GbR.

## Politik
Wange ist seit 1984 Mitglied der CDU. Nach diversen kommunalen Parteifunktion war er von 2004 bis 2009 Bürgermeister der Stadt Lichtenau/Westf. und Aufsichtsratsvorsitzender der Stadtwerke Lichtenau GmbH. Seit 2009 ist Wange Kreisvorsitzender der CDU im Kreisverband Paderborn. Am 6. Juli 2016 rückte Wange für den ausgeschiedenen CDU-Abgeordneten Steffen Kampeter in den 18. Bundestag nach. Dem 19. Bundestag gehört er nicht mehr an.